# Flavio Montrucchio
Flavio Montrucchio (Torino, 15 maggio 1975) è un conduttore televisivo e attore italiano.

## Biografia
Nato nel 1975 a Torino, dove ha vissuto tra la sua città natale e San Damiano d'Asti fino al conseguimento della maturità scientifica. Dopo il militare volontario e un inizio di lavoro come promotore finanziario in banca, si affaccia casualmente nel mondo dello spettacolo tra programmi e campagne pubblicitarie, scoprendo solo successivamente la sua vocazione e talento.

### Anni 2000
Nell'autunno 2001 ha partecipato come concorrente alla seconda edizione del reality show Grande Fratello, trasmesso da Canale 5, risultando vincitore.
Dopo gli studi di recitazione nel 2002 esordisce come attore protagonista su Canale 5 in CentoVetrine in cui è presente con successo fino al 2007. Nel 2003 muove i primi passi anche in teatro e al cinema in diverse produzioni teatrali e cinematografiche.
Il 2004 per Montrucchio è l'anno della consacrazione come attore e debutta da protagonista in Grease, musical prodotto dalla compagnia della Rancia. Dal 2006 il suo volto è uno dei più richiesti per campagne pubblicitarie nazionali e nel 2007 gira per il cinema il film 7/8 - Sette ottavi. Nello stesso anno, dopo numerose esperienze che lo hanno formato e definito, debutta su Rai 1 come protagonista della fiction Donna detective, con Lucrezia Lante della Rovere e la regia di Cinzia TH Torrini. Nel 2008 è protagonista assieme a Virna Lisi della miniserie Fidati di me ed a seguire Capri, entrambi su Rai 1. Nel 2009 gira la seconda serie di Donna detective.

### Anni 2010
Nel 2010 prende parte al musical Aladdin, realizzato con le musiche dei Pooh, con il ruolo principale di Aladdin. Nel 2011 è protagonista della serie poliziesca La nuova squadra su Rai 2 e Baciati dall'amore su Canale 5, con Lello Arena. Nel 2012 è il nuovo commissario della quarta stagione della fiction Provaci ancora prof! su Rai 1 e prende parte alla seconda edizione di Tale e quale show, classificandosi secondo. A seguire, nel 2014, prende parte al film per il cinema Una donna per amica, con la regia di Giovanni Veronesi e nello stesso anno esordisce da protagonista al Teatro Sistina con lo spettacolo 7 Spose per 7 Fratelli, con la regia di Massimo Romeo Piparo; produzione che lo porterà in tournée per ben 2 stagioni in totale sold out. 
Il 2014 è l'anno del "cambiamento" per Montrucchio che forte dal successo televisivo e dall’esperienza in Tale e quale show, decide di "congelare" la professione dell'attore per intraprendere, vista la sua forte capacità e padronanza scenica, una nuova carriera da conduttore televisivo.
Nel 2014 ha condotto, con Elisa Isoardi, in prima serata su Rai 1 l'evento musicale Una notte per Caruso, esperienza che replica nel 2015 con la nuova edizione. Nello stesso anno conduce il 58° Zecchino d'Oro e nel successivo 24 dicembre lo speciale natalizio, entrambi su Rai 1. L'anno successivo, nel 2016, conduce la 59ª edizione del Festival di Castrocaro, in prima serata su Rai 1. Dal 2017 al 2018 conduce in prima serata su Fox Life il reality show 4 mamme. 
Il 2019 è l'anno della consacrazione come conduttore televisivo con l'ingresso nel gruppo Discovery alla guida di show in prima serata su Real Time. Dal 2019 conduce ed è il volto del dating per eccellenza Primo appuntamento, con ottimi riscontri di critica e ascolti.

### Anni 2020
Negli anni a seguire entra nella famiglia di Bake Off Italia - Dolci in forno e conduce nel 2020 il nuovo Bake Off Italia - All Stars Battle. Nel dicembre dello stesso anno eredita da Katia Follesa la conduzione di Junior - Bake Off Italia, mentre a gennaio 2021 conduce il nuovo Bake Off Italia - Dolci sotto un tetto. Dal 2021 conduce Primo appuntamento Crociera.

## Vita privata
Dall'11 ottobre 2003 è sposato con la conduttrice televisiva e showgirl Alessia Mancini, dalla quale ha avuto due figli: Mya, nata il 10 aprile 2008, e Orlando, nato l'8 aprile 2015.

## Filmografia

### Cinema
- Si sente ca sono calabrese? Le avventure di Franco al Nord, regia di Franco Diaferia (2004)
- 7/8 - Sette ottavi, regia di Stefano Landini (2007)
- Il soffio dell'anima, regia di Vittorio Rambaldi (2009)
- Una donna per amica, regia di Giovanni Veronesi (2014)

### Televisione
- CentoVetrine – soap opera (2002-2007)
- Donna detective – serie TV (2007-2010)
- Capri 2 – serie TV (2008)
- Fidati di me, regia di Gianni Lepre – miniserie TV (2008)
- La nuova squadra 3 – serie TV (2011)
- Baciati dall'amore, regia di Claudio Norza – miniserie TV (2011)
- Provaci ancora prof! 4 – serie TV (2012)

## Teatro
- Donna de Paradiso (2003)
- Un viaggiatore perso (2003)
- Grease, regia di Saverio Marconi (2004-2005)
- Aladin - Il musical, regia di Fabrizio Angelini e Gianfranco Vergoni (2011)
- Sette spose per sette fratelli, regia di Massimo Romeo Piparo (2014)

## Programmi televisivi
- Grande Fratello 2 (Canale 5, 2001) - concorrente, vincitore
- Tale e quale show (Rai 1, 2012) – concorrente
- Tale e quale show - Il torneo (Rai 1, 2012) - concorrente
- Tale e quale show - Duetti (Rai 1, 2013) - concorrente
- La terra dei cuochi (Rai 1, 2013) – Aiuto chef
- Una notte per Caruso (Rai 1, 2014-2015)
- Techetechete' (Rai 1, 2015) - puntata 80
- Zecchino d'Oro (Rai 1, 2015)
- L'attesa (Rai 1, 2015)
- Festival di Castrocaro (Rai 1, 2016)
- 4 mamme (Fox Life, 2017-2018)
- Primo appuntamento (Real Time, dal 2019)
- Bake Off Italia - All Stars Battle (Real Time, 2020)
- Junior Bake Off Italia (Real Time, 2020)
- Bake Off Italia - Dolci sotto un tetto (Real Time, 2021-2022)
- Primo appuntamento Crociera (Discovery+, Real Time, dal 2021)
- Cook40' (Rai 2, dal 2023)
- Toy Inventor - Inventori in gioco (Real Time, dal 2023)
- Primo appuntamento Hotel (Real Time, dal 2024)
- Linea verde Estate (Rai 1, dal 2025)